# 제23보병연대 (미국)
제23보병연대(23rd Infantry Regiment)은 미국 육군의 보병연대이다. 미영 전쟁 때 같은 이름의 부대가 6월 26일 창설되어 14번의 전투에서 활약했다. 
현대의 제23보병연대는 미국 남북 전쟁 때 창설되어 제1차 세계 대전과 제2차 세계 대전, 한국 전쟁, 베트남 전쟁, 아프가니스탄 전쟁, 이라크 전쟁 등 미국 전쟁사의 주요 전쟁에 참전했다. 한국 전쟁 당시에는 프랑스 대대가 이 부대에 배속되어 싸운 바 있다.